# Cristian Miguel Riveros Núñez
Cristian Miguel Riveros Núñez (Juan Augusto Saldívar, Paraguai, 16 d'octubre del 1982) és un futbolista professional paraguaià que juga de migcampista. Riveros ocupa la segona posició en el llistat de jugadors paraguaians més cars del 2015 publicat pel Diario Extra.
Ha estat jugador del Sunderland AFC de la Premier League anglesa. Riveros, també juga per la selecció de Paraguai des del 2005. Ha disputat el Mundial de 2010.